# Оливник сіроокий

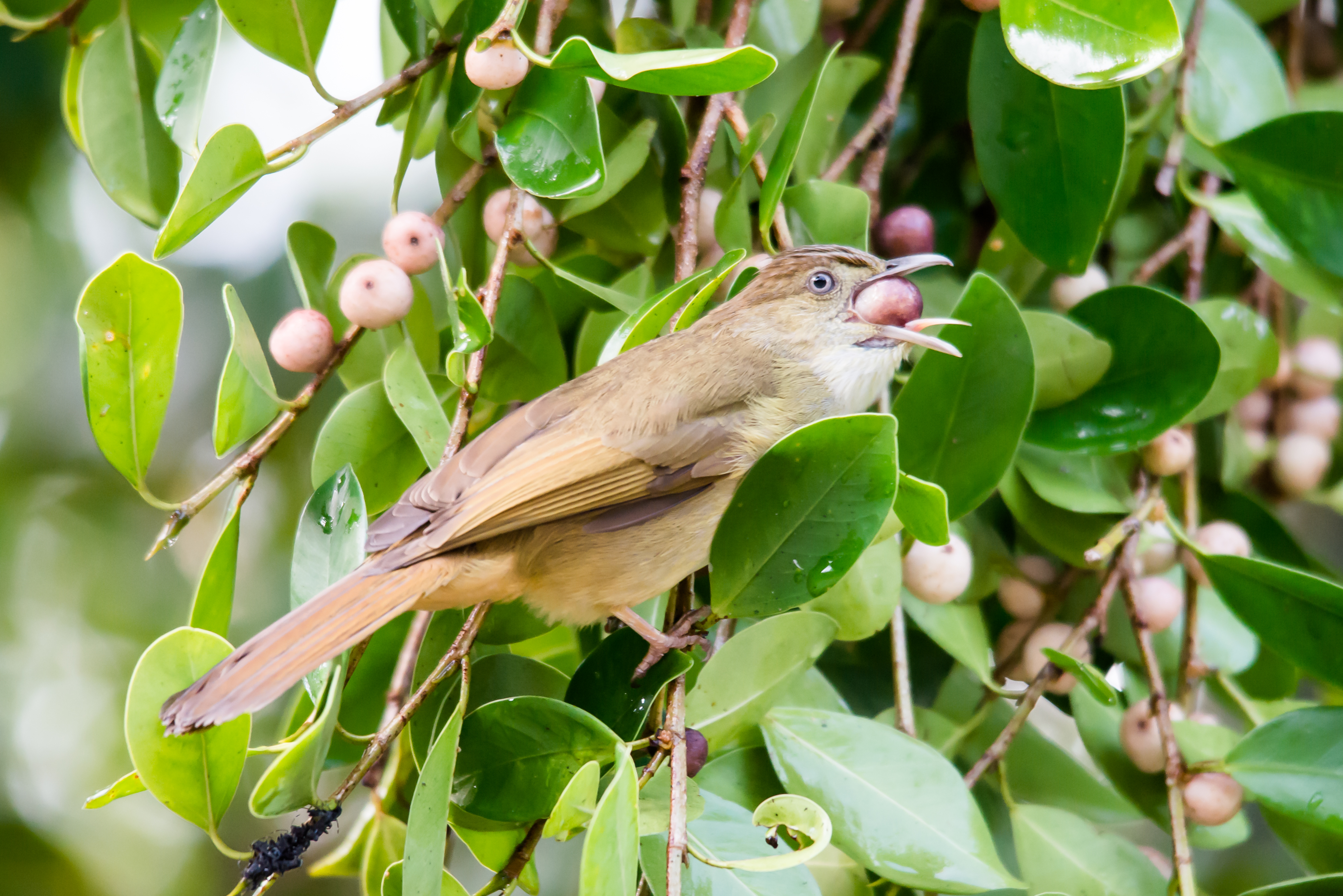
Сіроокий оливник з плодом

Оли́вник сіроокий (Iole propinqua) — вид горобцеподібних птахів родини бюльбюлевих (Pycnonotidae). Мешкає в Південно-Східній Азії.

## Підвиди
Виділяють п'ять підвидів:
- I. p. aquilonis (Deignan, 1948) — південний Китай і північно-східний В'єтнам;
- I. p. propinqua (Oustalet, 1903) — від східної М'янми до південного Китаю, північного Таїланду і північного Індокитаю;
- I. p. simulator (Deignan, 1948) — південно-східний Таїланд і південний Індокитай;
- I. p. innectens (Deignan, 1948) — крайній південь В'єтнаму;
- I. p. myitkyinensis (Deignan, 1948) — північно-східна і східна М'янма.

## Поширення і екологія
Сіроокі оливники мешкають в Китаї, М'янмі, Таїланді, В'єтнамі, Камбоджі і Лаосі. Вони живуть у вологих рівнинних тропічних лісах. Живляться плодами і комахами.